# Fernando del Rincón
Fernando del Rincón de Figueroa o Hernando del Rincón de Figueroa, pintor nascut a Guadalajara cap a 1460, la seva personalitat ha estat durant molt de temps confosa amb la d'Antonio del Rincón, que com ell era originari de Guadalajara.

## Biografia i obra
Se sap d'ell que cap a 1491 vivia a Guadalajara casat amb Catalina Vázquez, filla de l'arquitecte Lorenzo Vázquez de Segòvia. Pels mateixos anys va treballar a Saragossa al costat del pintor aragonès Martín Bernat. El 1499 es va encarregar junt amb Juan de Borgoña i d'altres pintors del daurat i policromat del retaule major de la catedral de Toledo i des del 1503 se'l troba documentat en la realització de diversos retaules a esglésies de les diòcesis de Toledo i Sigüenza, on es va relacionar amb Juan Soreda. El 1514 va substituir Francisco Chacón com a pintor de cambra de Ferran el Catòlic.
A les incompletes Vidas de pintores que va deixar escrites a mà Lázaro Díaz del Valle, és el primer dels espanyols dels que s'ocupa, dient d'ell que va ser «Pintor famós, natural de la ciutat de Guadalajara, va ser cavaller de l'hàbit de sant Jaume per mercè del Senyor Rey Ferran V de Castella i Lleó».
L'únic quadre signat que ha arribat fins als nostres dies és un retrat, el de Francisco Fernández de Córdoba y Mendoza, de cap a 1520, amb una inscripció llatina com la que es troba al retrat del bisbe d'Ávila Francisco Ruiz de l'Institut Valencia de Don Juan, a ell atribuït, inscripcions demostratives dels ambients humanistes en què es va desenvolupar el gènere del retrat a les primeres dècades del segle xvi, considerant-se a Rincón entre els pocs pintors autòctons que ho van practicar.
El retaule que va pintar per a Fuentes de la Alcarria, documentat entre 1516 i 1520, encara va poder veure-ho Ponz, abans de la seva destrucció a la guerra civil, i va servir per atribuir-li algunes altres pintures, entre elles la taula del Milagro de San Cosme y San Damián del Museu del Prado, procedent del monestir de San Francisco de Guadalajara. Últimament se li atribueix també una participació en el retaule major de l'Església de l'Assumpció de Nostra Senyora de Robledo de Chavela, on hi ha constància documental de l'any 1514.